# 扎木错玛琼
扎木错玛琼（藏語：ཁོང་སྣམ་མཚོ，威利转写：khong snam mtsho，THL：Khongnam Tso）位于中国西藏自治区那曲市双湖县境内，地处双湖县南部，唐古拉山山间盆地内。湖面海拔4885米，面积18.1平方公里。湖区气候干寒，年均气温-6℃，年均降水量200毫米。集水区面积580平方公里。